# Andreu d'Argos
Andreu d'Argos (en llatí Andreas, en grec antic Ἀνδρέας) va ser un escultor grec de data desconeguda, del que se sap que va fer una estàtua de Lisippos, un atleta eleà guanyador en el campionat de lluita, segons diu Pausànias, que va veure l'estàtua.